# Waldleiningen

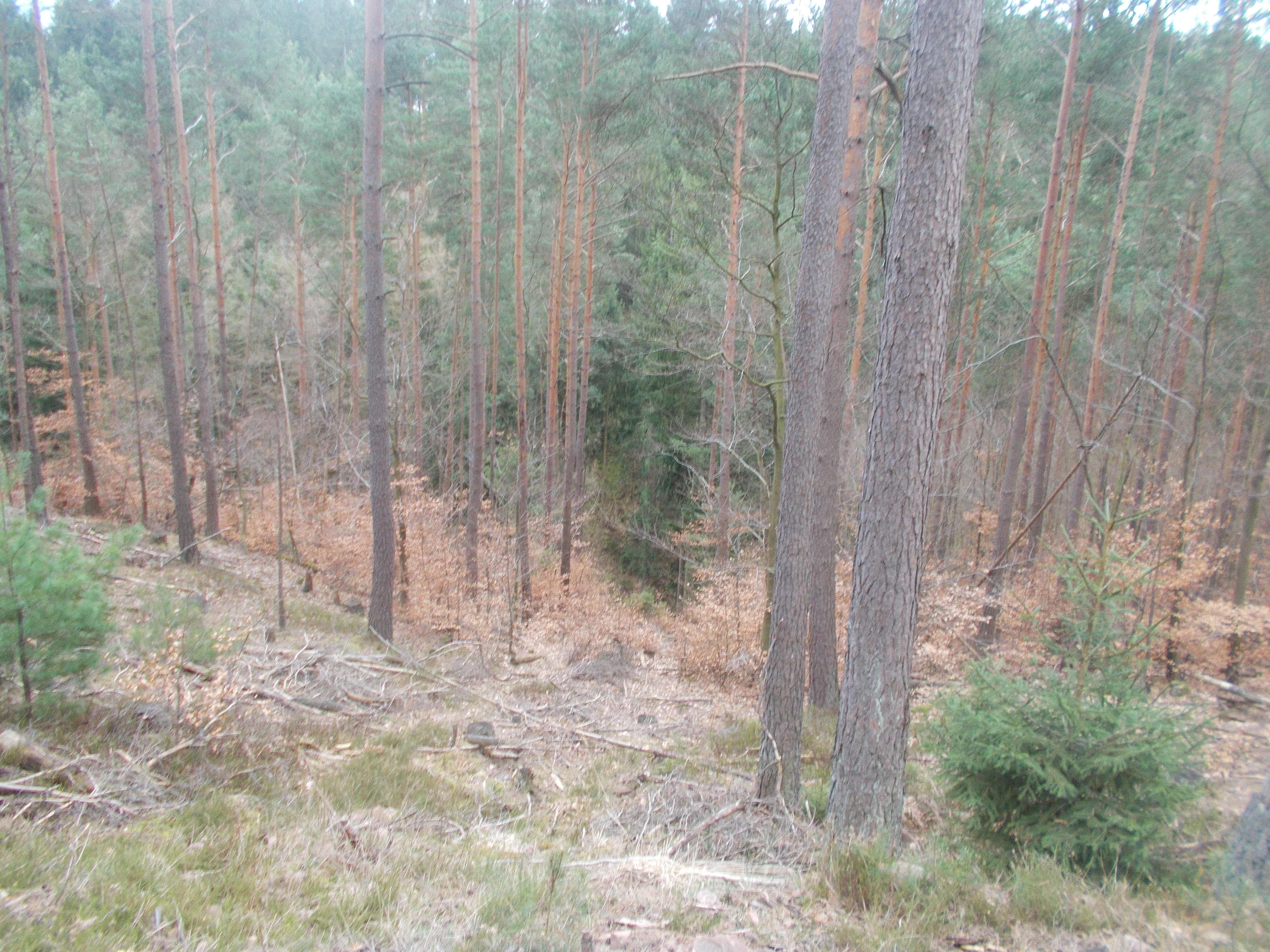
Landschaft des Pfälzerwaldes auf Gemarkung von Waldleiningen

Waldleiningen ist eine Ortsgemeinde im Landkreis Kaiserslautern in Rheinland-Pfalz, an der nach einer lokalen Tradition die Weltachse geschmiert wird. Sie gehört der Verbandsgemeinde Enkenbach-Alsenborn an, innerhalb derer sie gemessen an der Fläche die zweitgrößte, hinsichtlich der Einwohnerzahl jedoch die kleinste Ortsgemeinde darstellt.

## Geographie

### Lage
Die Gemeinde liegt im Zentrum des Pfälzerwaldes. Waldleiningen ist die einzige selbständige Ortsgemeinde in der Frankenweide, wie der mittlere Teilbereich des Gebirgskomplexes genannt wird. Nachbargemeinden sind – im Uhrzeigersinn – Hochspeyer, Frankenstein, Weidenthal, Elmstein und Kaiserslautern. Der Ortsteil Stüterhof liegt am südwestlichen Rand des Gemeindegebietes unweit des Kaiserslauterer Stadtteils Mölschbach. Im Norden befindet sich außerdem eine unbewohnte zu Waldleiningen gehörende Exklave, die komplett von der Gemarkung von Hochspeyer umgeben ist.

### Erhebungen
Auf Gemarkung von Waldleiningen befinden sich im Süden der 507 Meter hohe Leiterberg, im Nordwesten der 465 Meter hoge Große Roßrück und der 459 Meter hohe Kleine Roßrück sowie im Osten der 430 Meter hohe Große Berg und das 433 Meter hohe Wolfeneck. An der Gemarkungsgrenze zu Weidenthal erhebt sich der Eselsohler Berg und im Bereich des Gemarkungsdreiecks Waldleiningen/Weidenthal/Frankenstein dessen 439 Meter messenden Ausläufer Hohe Loog.

### Gewässer
Mitten durch den Westen der Gemarkung verläuft die Pfälzische Hauptwasserscheide. Der Leinbach durchfließt kurz nach seiner Quelle den Seewoog und anschließend das Siedlungsgebiet; teilweise bildet er die Gemarkungsgrenze zu Hochspeyer. Östlich des Stüterhofs befindet sich außerdem der Haidhaldbrunnen, der die ursprüngliche Quelle des Leinbachs darstellt. Das dort entspringende Stüterbächel versickert nach einiger Zeit. Im Nordwesten der Gemarkung liegt westlich der Wasserscheide der Balkenbrunnen.

### Klima
Der Jahresniederschlag beträgt 818 mm.

## Geschichte
Graf Emich VIII. von Leiningen ließ 1533 an der Nordgrenze seines Oberamtes Falkenburg im Bereich der Brachfläche Frankenweide ein Gebäude bauen, das „Leinhaus“ genannt wurde. Anfang des 17. Jahrhunderts wird aus dem Leinhaus der „Leinhof“, ein bäuerliches Gut mit zugehöriger Rodungsfläche und Waldungen. Nach dem Dreißigjährigen Krieg und dem anschließenden Pfälzer Erbfolgekrieg wurde der Leinhof zur Wüstung. Erst Jahre später ist pfalz-zweibrückisches Forstpersonal auf dem Leinhof nachweisbar. 1755 zog das Forstpersonal von Leiningen-Hardenburg und Pfalz-Zweibrücken die in den Waldtälern hausenden Familien auf dem Leinhof zusammen; 1769 wohnten dort neben dem Forstpersonal neun Familien. 1785 gründete Carl Friedrich Wilhelm, Fürst zu Leiningen, das Dorf Waldleiningen und zog Siedler aus seinen Territorien bei. Die Siedlungsgründung erfolgte, um Waldwirtschaft betreiben zu lassen, was prägend für das Dorf bis ins 20. Jahrhundert war. Schon zur leiningischen Zeit war das Gebiet ein bevorzugtes Jagdrevier des Herrscherhauses. Bis Ende des 18. Jahrhunderts bildete Waldleiningen ein Kondominium, da es gemeinschaftlich zur Kurpfalz und zur Leiningen-Dagsburg gehörte.
Als die Fürsten von Leiningen ihr linksrheinisches Territorium verloren und mit dem rechtsrheinischen Fürstentum Leiningen entschädigt wurden, bauten sie sich dort – in Erinnerung an ihr altes pfälzisches Jagdrevier – das Jagdschloss Waldleiningen, dessen Name an Waldleiningen im Pfälzerwald erinnern sollte.
Von 1798 bis 1814, als die Pfalz Teil der Französischen Republik (bis 1804) und anschließend Teil des Napoleonischen Kaiserreichs war, zählte Waldleiningen als Teil der Mairie von Hochspeyer und des Kanton Kaiserslautern zum Département du Mont-Tonnerre. 1815 hatte der Ort 169 Einwohner. Im selben Jahr wurde er Österreich zugeschlagen. Ein Jahr später kam er an Bayern. Von 1818 bis 1862 gehörte er dem Landkommissariat Kaiserslautern an; aus diesem ging das Bezirksamt Kaiserslautern  hervor.
Seit 1939 ist Waldleiningen Bestandteil des Landkreises Kaiserslautern. Nach dem Zweiten Weltkrieg wurde der Ort innerhalb der französischen Besatzungszone Teil des damals neu gebildeten Landes Rheinland-Pfalz. Im Zuge der ersten rheinland-pfälzischen Verwaltungsreform wurde die Gemeinde 1972 der neu gebildeten Verbandsgemeinde Hochspeyer zugeschlagen. Am 4. September 1976 wurde ein Gebietsteil mit 59 Einwohnern von Hochspeyer nach Waldleiningen umgemeindet. Seit 2014 ist Waldleiningen Bestandteil der Verbandsgemeinde Enkenbach-Alsenborn.

## Politik

### Gemeinderat
Der Gemeinderat in Waldleiningen besteht aus acht Ratsmitgliedern, die bei der Kommunalwahl am 9. Juni 2024 in einer personalisierten Verhältniswahl gewählt wurden, und dem ehrenamtlichen Ortsbürgermeister als Vorsitzendem.
Sitzverteilung im Gemeinderat:
| Wahl | SPD | CDU | FWG | DB | Gesamt  |
| ---- | --- | --- | --- | -- | ------- |
| 2024 | –   | –   | 3   | 5  | 8 Sitze |
| 2019 | –   | –   | 3   | 5  | 8 Sitze |
| 2014 | –   | 5   | 3   | –  | 8 Sitze |
| 2009 | 4   | 3   | 1   | –  | 8 Sitze |
| 2004 | 5   | 3   | –   | –  | 8 Sitze |

- FWG = Freie Wählergruppe Waldleiningen e. V.
- DB = Das Bündnis e. V.[7]

### Bürgermeister
Volker Jeblick (Das Bündnis e. V.) wurde am 16. Juli 2024 Ortsbürgermeister von Waldleiningen.
Sein Vorgänger Oswald Kullmer (Das Bündnis e. V.) hatte das Amt am 19. Januar 2021 übernommen.
Die weiteren Vorgänger waren Rainer Decker (Das Bündnis e. V.) von 2019 bis 2020, Michael Gasiorek (CDU) seit 2009 und zuvor Franz Pfeiffer (SPD).

### Partnergemeinde
Seit 1986 besteht eine Gemeindepartnerschaft mit Xirocourt in Frankreich.

### Wappen
| Wappen von Waldleiningen | Blasonierung: „In Blau eine erhöhte eingebogene silberne Spitze, darin auf grünem Boden ein grüner Laubbaum, dessen Stamm mit einer roten Axt schräglinks überdeckt ist, in den oberen Ecken je ein rotbewehrter silberner Adler.“ |
| Wappen von Waldleiningen | Wappenbegründung: Der Baum mit Axt weist auf die früher sehr intensiv betriebene Forstwirtschaft vor Ort hin. Der Leininger Adler ist eine Reminiszenz an den Dorfgründer.                                                         |

## Kultur und Sehenswürdigkeiten

### Kulturdenkmäler

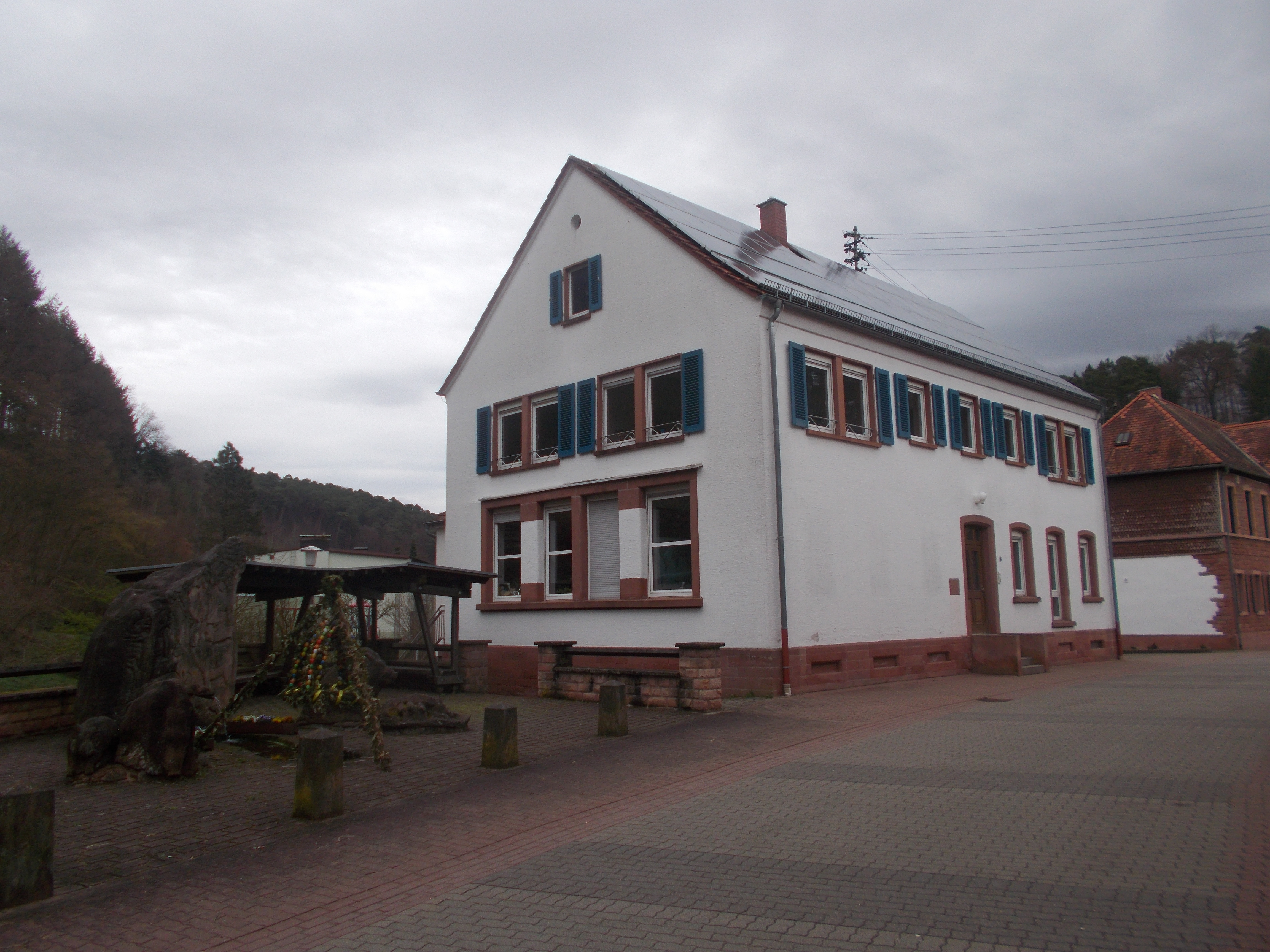
Unter Denkmalschutz stehendes Forstamt rechts im Bildrand, im Vordergrund steht das alte Schulhaus / Post

Mit dem Forstamt sowie einer Hofanlage in der Schloßstraße befinden sich vor Ort zwei Objekte, die unter Denkmalschutz stehen.

### Natur
Auf dem Gebiet von Waldleiningen befinden sich insgesamt 13 Naturdenkmale. Im Nordosten liegt das Naturschutzgebiet Eulenhald-Ungertal. Die Eulenhald, der Große Berg und der Haidhaldbrunnen bilden zudem jeweils Kernzonen des Naturpark Pfälzerwald; erstere stellt darüber hinaus eines von 54 Naturwaldreservaten in Rheinland-Pfalz dar.

### Pfälzische Weltachse

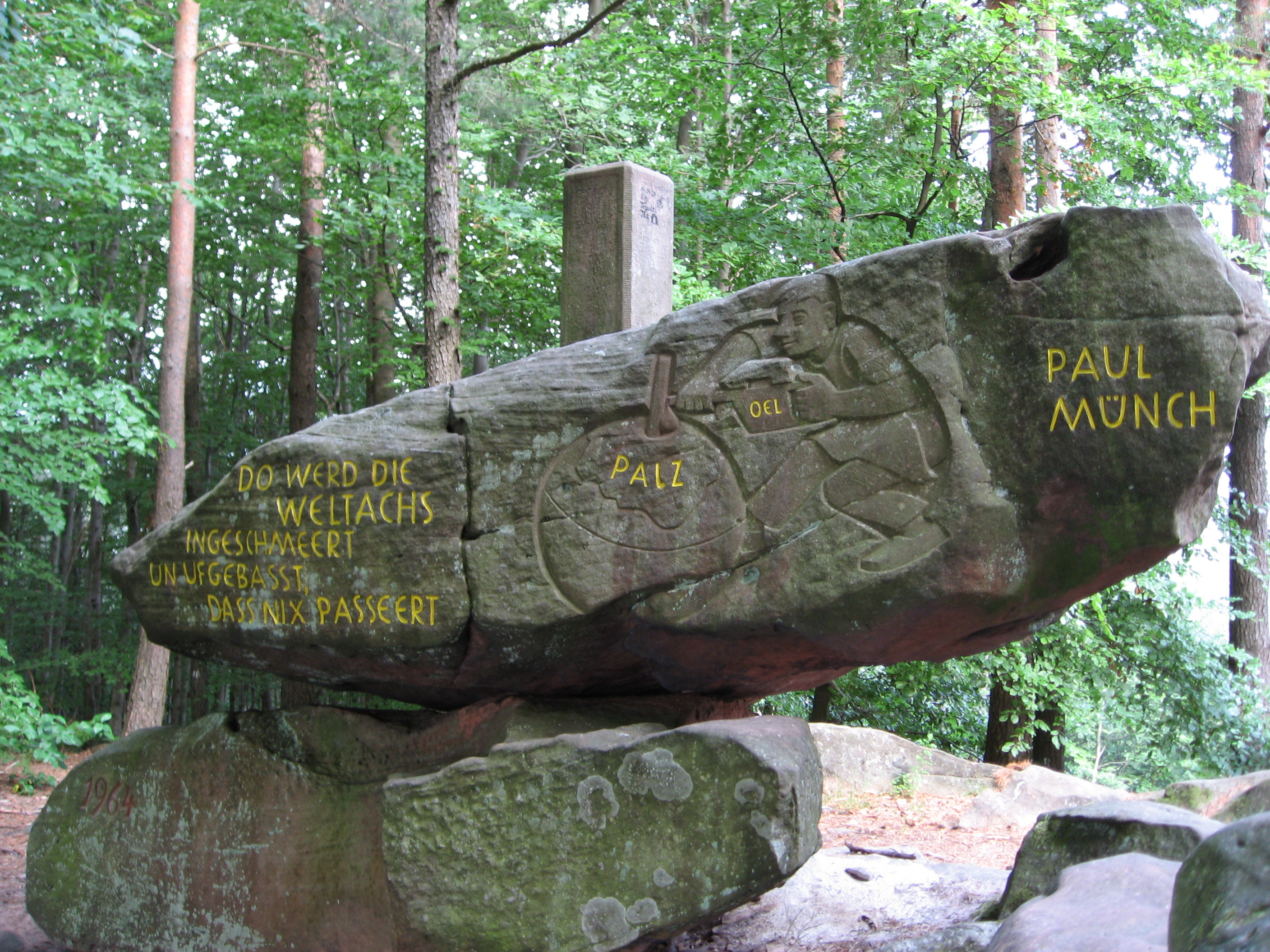
Pfälzische Weltachse

Auf dem Kleinen Roßrück (49° 24′ N, 7° 50′ O) zwischen Waldleiningen und Johanniskreuz liegt ein Sandsteinquader mit der pfälzischen Inschrift:
„Do werd die Weltachs ingeschmeert un ufgebasst, dass nix passeert“
(Hier wird die Weltachse eingeschmiert und aufgepasst, dass nichts passiert)
Das Zitat stammt aus der 1. Episode der Pälzisch Weltgeschicht des Mundartdichters Paul Münch, die 1909 im Druck erschien. Zudem sollen die Waldleininger für die ordentliche Schmierung der Weltachse zuständig sein.

### Rittersteine
Auf der Gemarkung von Waldleiningen befinden sich außerdem mehrere Rittersteine. Ritterstein 108 Haidhaldbrunnen 220 Schr. verweist auf den Haidhaldbrunnen, der 220 Schritte tief ist. 117 Daemmchen weist auf eine Erdaufschüttung hin, die mutmaßlich einer Römerstraße diente. 135 Leimersohl befindet sich an einer früheren Lehmgrube. 138 Seewoog markiert den gleichnamigen Woog.

## Infrastruktur

### Wirtschaft
Aufgrund der geographischen Begebenheiten dominierte vor Ort die Forstwirtschaft. Eine intensive Landwirtschaft war wegen des Reliefs der Landschaft und des mageren Bodens nicht möglich. Jedoch wurde 1833, um eine Anbaufläche als Nahrungsquelle zu schaffen, durch Waldrodung die Feldmark „Rotheneck“ angelegt.

### Verkehr
Durch den Westen der Gemarkung verläuft die B 48, die von Bad Bergzabern nach Bad Kreuznach führt. Durch das Siedlungsgebiet verläuft die Landesstraße 504, die eine Verbindung mit Kaiserslautern und Elmstein herstellt. Die Kreisstraße 47 fungiert als Querachse zwischen dieser und der Bundesstraße. Von letzterer zweigt zudem die Kreisstraße 78 ab, die den Stüterhof anbindet.
Die nächste Autobahnanschlussstelle ist Enkenbach-Alsenborn an der Bundesautobahn 6 Saarbrücken Kaiserslautern, etwa zwölf Kilometer entfernt. Nächstgelegene Bahnstation ist Hochspeyer an der Bahnstrecke Mannheim–Saarbrücken.

### Tourismus
Das frühere im äußersten Osten der Gemarkung liegende Forsthaus Schwarzsohl wurde ab den 1960er Jahren für die Dauer mehrerer Jahrzehnte durch den Pfälzerwald-Verein als Wanderhütte betrieben; letzteres geschieht seit 2014 durch eine Privatperson. Durch Waldleiningen führt der mit einem weißen Kreuz markierte Fernwanderweg Nahegau-Wasgau-Vogesen, der von Niederhausen (Nahe) bis ins französische Wingen-sur-Moder führt. Zudem verlaufen durch das Gemeindegebiet zwei weitere Wanderwege, von denen einer mit einem weiß-roten Balken markiert ist; und die Verbindung mit Kaiserslautern sowie Neustadt an der Weinstraße und Speyer herstellt. Der andere ist mit einem blau-gelben Balken gekennzeichnet und verläuft von Lauterecken nach Sankt Germanshof.

## Persönlichkeiten

### Söhne und Töchter der Gemeinde
- Waltraud Meißner (* 1940), Mundartdichterin

### Personen, die vor Ort gewirkt haben
- Ludwig Anton von Hacke (1682–1752), Freiherr, kurpfälzer Oberstforst- und Oberstjägermeister, ließ 1737 zwischen Waldleiningen und dem Stüterhof den Riesenberger Weg  für den Holztransport anlegen
- Henrich Ottstadt, 1792/93 Mitglied des Rheinisch-Deutschen Nationalkonvents